# Erwin Mohr

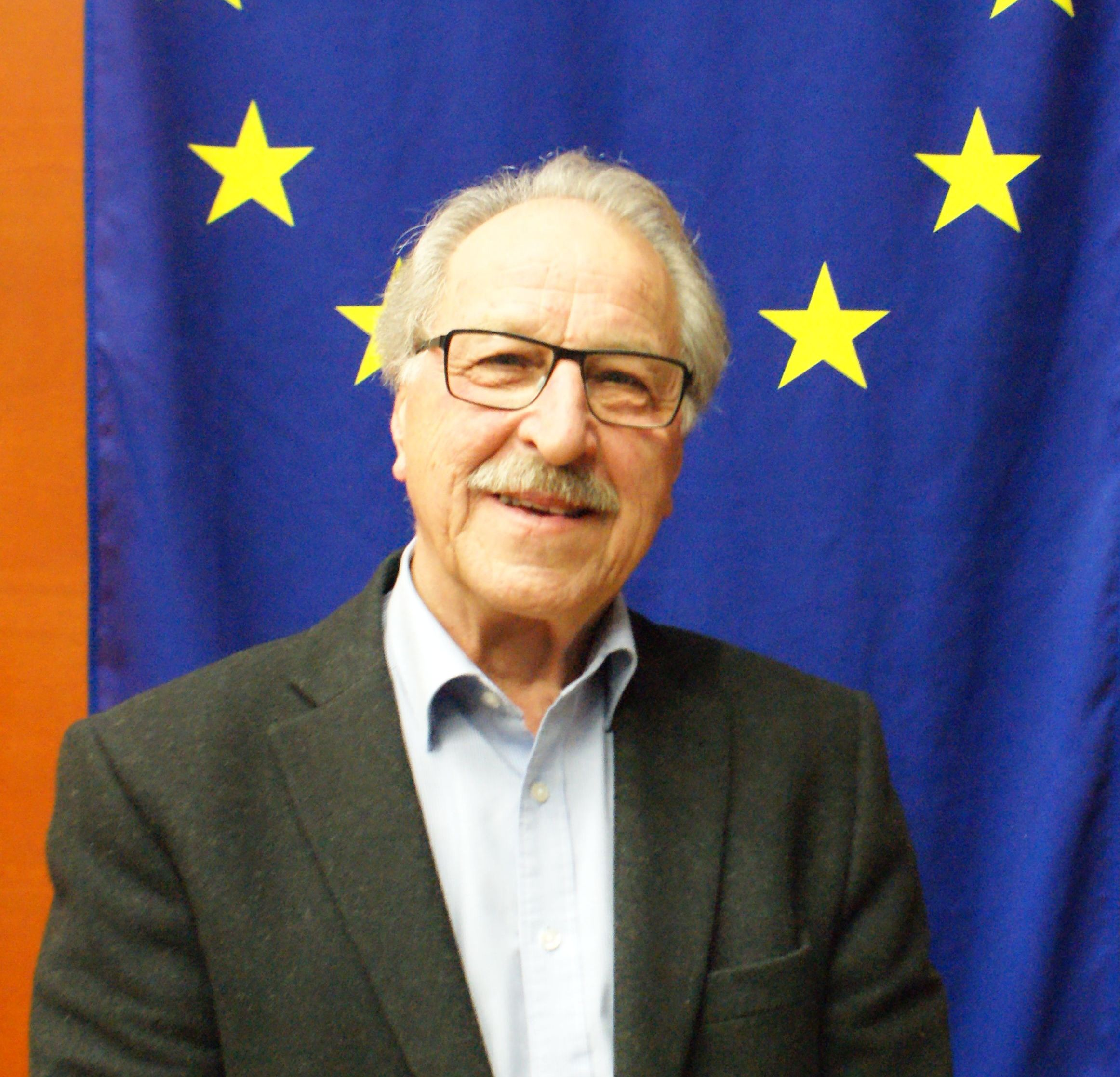
Erwin Mohr (2020)

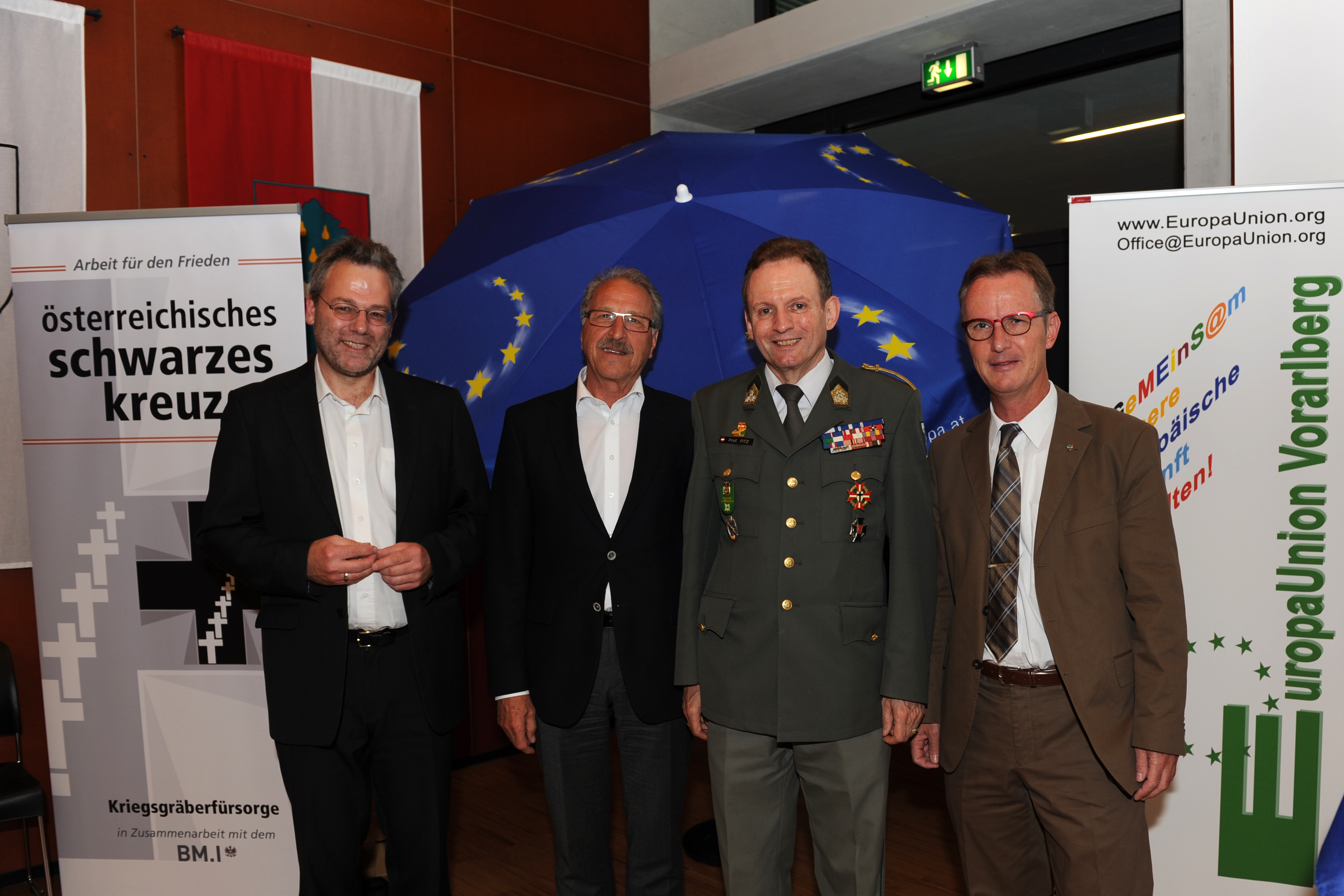
Von links nach rechts:Anton Schäfer, Erwin Mohr, Oberst Erwin Fitz (Schwarzes Kreuz - OSK, Kriegsgräberfürsorge), Guntram Mäser (Stadtrat Gemeinde Dornbirn) beim Vortrag „Friedensprojekt Europa“ im Rathaus von Dornbirn (2014)

Erwin Mohr (* 25. Juni 1947 in Wolfurt) ist ein österreichischer Politiker, Autor und Vortragender. Er ist Mitglied der Österreichischen Volkspartei.

## Leben
Erwin Mohr wurde als Sohn des Siegfried Mohr und der Elisabeth Mohr geb. Klocker geboren. Er ist verheiratet mit Albine Mohr geb. DeGaspari. Aus der Ehe entstammen drei Söhne.
Erwin Mohr ist überzeugter und leidenschaftlicher Kommunalpolitiker und Europäer und in vielen Funktionen für ein vereintes Europa engagiert.

### Schulbildung und Beruf
Erwin Mohr besuchte die örtliche Volksschule, die Hauptschule und danach die Handelsschule in Bregenz und arbeitete 22 Jahre lang bei der Generali-Versicherung im Innen- und Außendienst.

### Politische Tätigkeit
Erwin Mohr begann seine politische Tätigkeit mit seiner Wahl zum Bürgermeister der Marktgemeinde Wolfurt 1985 und war in dieser Funktion bis zum 20. Mai 2009. Von 1997 bis 2011 war er Vizepräsident des Vorarlberger Gemeindeverbands und ebenfalls ab 1997 Delegierter im Bundesvorstand und von 2008 bis 2015 im  Präsidium des Österreichischen Gemeindebundes (Sitz in Wien). Er übernahm auch die Sprecherfunktion für die Region Hofsteig/Rheindeltagemeinden.
Von 2008 bis 2015 war er Präsidiumsmitglied im Ausschuss der Regionen und von 2010 bis 2012 Vizepräsident des Rates der Gemeinden und Regionen Europas (RGRE) (Paris/Brüssel). Zudem war er Mitglied im Kongress der Gemeinden und Regionen des Europarates (KGRE) in Straßburg, in dem er von 2010 bis 2012 die Vizepräsidentschaft innehatte.
Von 2005 bis 2015 war Erwin Mohr stellvertretender Aufsichtsratsvorsitzender der Benevit Pflegegesellschaft mbH (Dornbirn).

### Weitere und ehrenamtliche Tätigkeit
Von 1997 bis 2003 war Erwin Mohr Mitglied des Vorarlberger Naturschutzrates, er war weiters Kuratoriumsmitglied des Vorarlberger Rettungsfonds und im Aufsichtsrat der Vorarlberger Kraftwerke. Erwin Mohr ist seit 2013 Obmann des Seniorenbunds in Wolfurt und Präsidiumsmitglied des Vorarlberger Seniorenbunds. Seit 2013 ist er auch Mitglied der Internationalen Senioren Plattform Bodensee (Vaduz) und war nach turnusgemäßer Rotation drei Jahre deren Präsident und 3 Jahre Vizepräsident.

## Ehrungen
- 2019 Ehrenring des Vorarlberger Gemeindeverbandes
- 2017 Ernennung Ehrenbürger der Marktgemeinde Wolfurt auf Schloss Wolfurt[3][5]
- 2015 Ehrenzeichen und Ehrenmitgliedschaft des Österreichischen Gemeindebundes
- 2014 Tiroler Adler-Orden in Silber
- 2013 erhielt er das Silberne Ehrenzeichen für Verdienste um die Republik Österreich.[3][5]
- Im Oktober 2009 wurde ihm das Silberne Ehrenzeichen des Landes Vorarlberg verliehen.[3][5]